# 7e régiment d'artillerie à cheval
Pour les articles homonymes, voir 7e régiment.
Ne doit pas être confondu avec 7e régiment d'artillerie.
Le 7e régiment d'artillerie à cheval (7e à cheval) où 7e régiment d'artillerie légère est un régiment d'artillerie de l'Armée de terre française créé sous la Révolution par la réunion de compagnies de canonniers à cheval créées en 1792. Il est licencié en 1801.

## Création et différentes dénominations
- 11 septembre 1794 : Organisation du 7e régiment d'artillerie à cheval[note 1]
- 31 décembre 1801 : Licencié

## Colonels et chefs de corps
- 9 mars 1794 : François Quarante
- 16 septembre 1795 : Nicolas Louis Guériot de Saint-Martin
- 26 mars 1799 : François Alexis Guyonneau de Pambour
- 23 avril 1801 : Jean Guillaume Saint-Paul Doumic

## Historique des garnisons, combats et batailles

### Guerres de la Révolution
Le « 7e régiment d'artillerie à cheval » est formé à Toulouse, le 11 septembre 1794. 
En 1794 et 1795, une partie du régiment est à l'armée du Nord et l'autre partie à l'armée des Pyrénées orientales.
En 1796, les compagnies de l'armée de Rhin-et-Moselle se trouvent au passage du Lech et à la défense de Kelh puis affectées à l'armée de Sambre-et-Meuse elles se trouvent au passage du Rhin en 1797.
En 1798 et 1799, les compagnies sont réparties entre les armées d'Italie
Le dépôt est transporté à Metz à la fin de 1798 et les compagnies, ou presque toutes, étaient employées à l'armée de Mayence sur le Rhin et le Danube et en Suisse et aux armées d'Italie et de Naples.
En 1799, affectée à l'armée du Danube une partie du régiment se trouve à la bataille de Zurich et en 1800 à l'armée du Rhin et il participe aux batailles de Biberach et d'Hohenlinden. L'autre partie combat avec l'armée d'Italie en 1800 et avec l'armée des Grisons de 1801. 
À la paix, le « 7e à cheval » est réuni à Douai. 
Il est licencié, à Douai, le 31 décembre 1801, par le chef de brigade Desbordes du 8e régiment d'artillerie à pied. Ses compagnies sont entrées dans la réorganisation des 5e et 6e régiment d'artillerie à cheval.

## Sources et bibliographie
- Henri Kauffert : Historique de l'artillerie française
- Louis Susane : Histoire de l'artillerie Française
- Historiques des corps de troupe de l'armée française (1569-1900)
- Etat militaire du corps impérial de l'artillerie de France en 1811 page 367
- French Horse Artillery Regiments and the Colonels Who Led Them 1791-1815